# Бадруддоза Чоудхурі
Бадруддоза Чоудхурі (бенг. এ.কিউ.এম. বদরুদ্দোজা চৌধুরী; нар. 11 жовтня 1930— 5 жовтня 2024 року) — 12-й президент Бангладеш, генеральний секретар Націоналістичної партії країни.

## Біографія
Його батько, Кафілуддін Чоудхурі, був одним з політичних лідерів Авамі Ліг та займав пост міністра у провінційному уряді Східного Пакистану. Натхнений Зіауром Рахманом, засновником націоналістичної партії, Бадруддоза Чоудхурі увійшов до політичного життя як генеральний секретар цієї партії у перші ж роки її існування. Він здобув перемогу на парламентських виборах 1979 року та входив до складу кабінету міністрів у 1979-1982 роках. Коли націоналістична партія знову здобула перемогу на парламентських виборах 1991 року, він, після короткого перебування на посту міністра освіти, став лідером парламентської фракції Націоналістичної партії.

### Президент
2001 року, за часів другого прем'єрства Халеда Зіа, Чоудхурі став міністром закордонних справ. Невдовзі після цього, у листопаді того ж року, його було обрано на пост президента країни. За сім місяців перебування на посту глави держави партійні лідери звинуватили Чоудхурі у зраді ідеалам партії. Після цього парламентська більшість ініціювала проведення процедури імпічменту. Таким чином, Чоудхурі довелось піти у відставку добровільно, щоб не доводити ситуацію до критичної.